# Glikogeneza
Glikogeneza je proces sinteze glikogena, u kome se molekuli glukoze dodaju u lanac glikogena za skladištenje. Taj proces se aktivira tokom perioda odmora nakon Korijevog ciklusa, u jetri. Ona se takođe aktivira insulinom u odgovoru na visoke nivoe glukoze, na primer nakon obroka koji sadrži ugljene hidrate.

## Koraci
- Glukoza se konvertuje u glukozu 6-fosfat dejstvom glukokinaze ili heksokinaze.
- Glukoza 6-fosfat se konvertuje u glukozu 1-fosfat dejstvom fosfoglukomutaze, prolazeći kroz mandatorni intermedijarni stepen glukoze 1,6-bisfosfata.
- Glukoza 1-fosfat se konvertuje u UDP-glukozu dejstvom uridil transferaze (takođe poznate kao UDP-glukoza pirofosforilaza) i pirofosfat se formira, koji se hidrolizuje pirofosfatazom u dva Pi molekula.
- Molekuli glukoze se grupišu u lanac glikogen sintazom, koja deluje na postojeću glikogensku osnovu ili glikogenin (mali protein koji formira početak). Mehanizam spajanja glukoznih jedinica je da se glikogenska sintaza vezuje za UDPG, izazivajući njegovo razlaganje u oksonijum jon, koji se takođe formira u glikogenolizi. Taj oksonijum jon se može lako dodati na 4-hidroksilnu grupu glukozilnog ostatka u 4-kraju glikogenskog lanca.
- Grane formira enzim grananja (takođe poznat kao amilo-α(1:4)->α(1:6)transglikozilaza), koji prenosi kraj lanca na raniji deo putem α-1:6 glukozidne veze. Time se formiraju grane, koje dalje rastu dodavanjem α-1:4 glukozidnih jedinica.

## Spoljašnje veze
- Hemijska logika sinteza glikogena